# NGC 143
NGC 143 je galaksija u zviježđu Kit.

## Vanjske poveznice
- SEDS: NGC 0143